# 江西省出版集团公司
江西省出版集团公司是位于中华人民共和国江西省南昌市阳明路310号的一家出版社，成立于1993年。2017年5月11日，入选第九届全国“文化企业30强”。
2006年原董事长夫妇受贿224万余元被判15年。
2018年3月2日，其在北京故宫博物院举办《瓷上世界》出版研讨会。
2019年2月27日，其子公司华章投资成为控股股东。